# Christian Dente
Christian Dente (19 de abril de 1940 – 10 de julio de 2003) fue un cantante, compositor, actor y director teatral de nacionalidad francesa.

## Biografía
Nacido en Brest, Francia, su verdadero nombre era Christian Denet. En los años 1960, Christian Dente debutó en los cabarets de la « margen izquierda », entre ellos Le Cheval d’or, La Colombe, y L’Écluse, trabajando con un grupo de amigos que se hacían llamar « La Nouvelle Chanson ». Entre los textos que escribió entonces figuran Voyage à Dieppe, Idole de la poisse, Isabelle, Un miracle, y Dans ma coquille.
Con el paso de los años, entrelazando sus dos pasiones, la canción y el teatro, Dente llegó a ser director del Théâtre Daniel-Sorano (rebautizado espace Daniel-Sorano) en Vincennes, y después de una escuela de arte dramático en Estrasburgo. A lo largo de su carrera, pudo colaborar con artistas como Pierre Debauche, Jean-Louis Hourdin, Jean Maissonave, Antoine Vitez o Guy Rétoré. 
Como director, adaptó numerosas piezas de Arthur Miller, Guy de Maupassant, James Joyce, Peter Handke, William Shakespeare, y Pierre Louki, que se representaron en locales como el Théâtre Nanterre-Amandiers, el Teatro del Odéon, el Théâtre de l'Est parisien, trabajando también en el Festival de Aviñón y durante veinte años en el Centre Dramatique de La Courneuve.
Autor, compositor e intérprete, grabó tres álbumes: Les Gens étranges en 1976, Chansons comme on vit en 1979, y Le petit cinéma des familles, que produjo en 1987.
Dente fue el creador, junto a Claude Vinci y Jean Sommer, de la primera escuela de la canción de Francia, « Action chanson », en 1980, que tres años más tarde pasó a llamarse « Les Ateliers Chansons de Paris » (ACP) con un equipo formado por Luce Klein, Gilles Elbaz, Daniel Pantchenko y Jean Dufresne. En el otoño de 2000, la asociación pasó a llamarse « ACP La Manufacture Chanson ». Dente continuó impartiendo cursos a la vez que trabajaba como actor y director teatral.
Se encontraba preparando una nueva gira como cantante, Gégé et Moi, con el guitarrista Gérard Gabay, cuando le diagnosticaron un tumor cerebral. Christian Dente falleció en 2003, a los 63 años de edad, en Bobigny, Francia, población en la cual residía con su mujer y sus dos hijos.

## Teatro (selección)[8]

### Director
- 1968 : Je me souviens de deux lundis, de Arthur Miller, Théâtre Daniel-Sorano
- 1968 : Les folies amoureuses, de Jean-François Regnard, escuela des Pâquerettes (Nanterre)
- 1969 : Petición de mano, de Antón Chéjov, Théâtre de Colombes
- 1969 : Le Mille-pattes,[9] creación colectiva en el Claustro des Carmes (Aviñón)
- 1970 : Le Roi nu, de Yevgueni Shvarts, Festival de Aviñón
- 1972 : Outrage au public, de Peter Handke, Teatro del Odéon
- 1972 : Virgile au pays des merveilles, de Alfredo Crespo, Théâtre des Deux-Portes (París)
- 1972 : Oratorio pour couple désuni, orchestre et masques à gaz, de Charles Dugowson, Maison de la Culture (Bourges)
- 1972 : La petite cuiller, de Pierre Louki, Théâtre des Deux-Portes (París)
- 1975 : Otelo, de William Shakespeare, Théâtre Nanterre-Amandiers
- 1975 : C'est pas mon frère, de Pierre Louki, Théâtre de l'Est parisien
- 1976 : J'oublie tout pour t'aimer, de Pierre Louki, Cour des Miracles (París)
- 1977 : La discothèque,[10] de Xavier Pommeret, Théâtre Nanterre-Amandiers
- 1978 : Le soleil bleu, de Olga Forest, Théâtre Paul Eluard de Choisy-le-Roi
- 1979 : Mémoire d'une tache d'encre sur un buvard, de Christian Dente, Théâtre Nanterre-Amandiers
- 1980 : Historia del zoo, de Edward Albee, Théâtre Nanterre-Amandiers
- 1982-1983 : Que diable nous chantez-vous là !, Primavera de Bourges
- 1983 : Le cosmos, Centre Dramatique de La Courneuve
- 1984 : Dublineses, de James Joyce, Centre Dramatique de La Courneuve
- 1985 : Nouvelles d'Odessa, de Isaak Bábel Centre Dramatique de La Courneuve
- 1985 : Le cul entre deux chaises, de Gérard Gain, la Tanière (París)
- 1986 : L'invasion comique, de Guy de Maupassant, Centre Dramatique de La Courneuve
- 1987 : Moby Dick, de Herman Melville
- 1989 : La nuit du hibou, de Nicolás Edme Restif de la Bretonne,  Centre Dramatique de La Courneuve
- 1994 : Voix lointaines, de Terance Davis, Théâtre Nanterre-Amandiers
- 1994 : L'ombre d'un franc-tireur, de Sean O'Casey Centre Dramatique de La Courneuve
- 1994 : Les derniers géants, de François Place
- 2000 : La Ronde, de Arthur Schnitzler, Centre Dramatique de La Courneuve

### Actor
- 1967 : Le Roi-faim, de Leonid Andréiev, escenografía de Pierre Debauche.
- 1969 : Les petits hommes, de Pierre de Marivaux, escenografía de Michel Berto.
- 1970 : La fuite, de Mijaíl Bulgákov, escenografía de Pierre Debauche.
- 1971 : Electra, de Sófocles, escenografía de Antoine Vitez.
- 1973 : Mathusalem, de Yvan Goll, escenografía de Anne-Marie Lazarini.
- 1968 : Paolo Paoli, de Arthur Adamov, escenografía de Bruno Carlucci.
- 1979 : Historia del zoo, de Edward Albee, escenografía de Jean Maissonave.
- 1984 - 1985 : El sueño de una noche de verano y La tempestad, de William Shakespeare, escenografía de Jean-Louis Hourdin.
- 1984 : Nina c'est une autre, de Michel Vinaver, escenografía de Jean Maissonave.
- 1986 : La caverne d'Addalum, de Jean-Jacques Varoujean, escenografía de Jean Maissonave.
- 1988 : La resistible ascensión de Arturo Ui, de Bertolt Brecht, escenografía de Guy Rétoré.
- 1988 : Le monde, de Albert Cohen, escenografía de Jean-Louis Hourdin.
- 1990 : On purge bébé, de Georges Feydeau, escenografía de Jean-Luc Lagarce.
- 1988 : Max est un fou,[11] de Max Jacob, escenografía de Jean Maissonave.
- 1996 : Pour un oui pour un non, de Nathalie Sarraute, escenografía de Cathy Girard.
- 1998 : La cuisine, de Arnold Wesker, escenografía de Jean Maissonave.
- 1998 : La Sainte-Triade, de Messaoud Béniacef, escenografía de Elizabeth Marie.
- 1999 : Monsieur de Pourceaugnac, de Molière, escenografía de Arlette Bonnard.
- 2000 : On ne badine pas avec l'amour, de Alfred de Musset, escenografía de Cathy Girard-Deray.

## Televisión (selección)
- 1971 : La fuite, de Philippe Joulia
- 1981 : Le jardinier, de Jean-Pierre Sentier
- 1992 : Le coup suprême, de Jean-Pierre Sentier.[12]
- 2001 : Commissaire Moulin, episodio Un flic sous influence, de Gilles Béhat
- 2003 : Les Cordier, juge et flic, episodio Délit de fuite, de Jean-Marc Seban

## Discografía

### 45 r.p.m.
| Año  | Cara A / Cara B                                 | Discográfica      | Información                                                                       |
| 1963 | Le bal annuel de la maison « Slipchouette »     | Le Chant du Monde | Título del disco: christian dente. Arreglos y dirección de orquesta: Roger Pouly. |
| 1963 | Demain dans notre chambre.                      | Le Chant du Monde | Título del disco: christian dente. Arreglos y dirección de orquesta: Roger Pouly. |
| 1963 | Pourquoi Johnny ? - por France Lys.             | Disques Barclay   | Título del disco: Boom HEC 63 Acompañados por André Borly y su orquesta.          |
| 1963 | Toi que j’aime - por France Lys.                | Disques Barclay   | Título del disco: Boom HEC 63 Acompañados por André Borly y su orquesta.          |
| 1963 | La première pierre - por Mireille Desbois.      | Disques Barclay   | Título del disco: Boom HEC 63 Acompañados por André Borly y su orquesta.          |
| 1963 | Porte de Vanves le matin - por Christian Dente. | Disques Barclay   | Título del disco: Boom HEC 63 Acompañados por André Borly y su orquesta.          |
| 1964 | Porte de Vanves le matin.                       | Barclay.          |                                                                                   |
| 1964 | Cogito ergo sum (je suis).                      | Barclay.          |                                                                                   |
| 1964 | Ma petite sœur ainée.                           | Barclay.          |                                                                                   |
| 1964 | Le printemps.                                   | Barclay.          |                                                                                   |

### 33 r.p.m.
- 1976 : Les gens étranges
- 1979 : Chansons comme on vit
- 1987 : Le petit cinéma des familles